# 清塘镇 (道县)
清塘镇，是中华人民共和国湖南省永州市道县下辖的一个乡镇级行政单位。

## 行政区划
清塘镇下辖以下地区：
小坪村、中坪村、棉竹源村、小月田村、上面村、廖家村、蒋家村、土墙村、清塘村、石枧村、月岩村、狮子头村、幸福洞村、大塘村、洪家宅村、上塘家村、大神山村、新立村、达一村、达二村、莲塘村、上塘面村、孟家村、新久佳村、塘枧村、老久佳村、尹家村、泥鳅塘村、陈熊村、室家村和楼田村。